# Timor Taimuras Kasaraschwili
Timor Taimuras „Temo“ Kasaraschwili (georgisch თემურ ყაზარაშვილი; * 1959) ist ein ehemaliger sowjetischer Ringer georgischer Abstammung. Er wurde 1982 Weltmeister im griechisch-römischen Stil im Papiergewicht.

## Werdegang
Temo Kasaraschwili begann als Jugendlicher in der damaligen SSR Georgien mit dem Ringen. Nähere Einzelheiten sind dazu nicht bekannt. Er rang aber ausschließlich im griechisch-römischen Stil und während seiner ganzen Karriere immer im Papiergewicht, der leichtesten Gewichtsklasse, die ihr Gewichtslimit bei 48 kg Körpergewicht hatte.
1978 wurde er sowjetischer Juniorenmeister im Papiergewicht vor Kamil Fatkulin und Gennadi Tainkin. Im gleichen Jahr startete er auch schon bei den sowjetischen Meisterschaften der Senioren, kam aber dort nur auf den 6. Platz. 1978 wurde er erstmals bei einer internationalen Meisterschaft, der Junioren-Europameisterschaft (Espoirs) in Oulu eingesetzt. Er erreichte dort das Finale, in dem er dem Bulgaren Totio Andonow unterlag und damit auf den 2. Platz kam. Einen noch größeren Erfolg feierte er bei der Junioren-Weltmeisterschaft (Espoirs) 1979 in Haparanda, denn dort wurde er Junioren-Weltmeister vor Freddy Scherer aus der Bundesrepublik Deutschland und Uwe Baumann aus der DDR.
Obwohl in der damaligen Sowjetunion in beiden Stilarten und in aller Gewichtsklassen eine große Breite an Spitzenringern vorhanden waren, benötigte Temo Kasaraschwili nur zwei Jahre, um sich in der Sowjetunion auch bei den Senioren in vorderster Spitze zu etablieren. Seine Hauptkonkurrenten waren dabei Wassili Anikin, Anatoli Bosin, Sergei Suworow, Saksylik Uschkempirow, Iwan Samtajew und Magyatdin Allachwerdijew.
1981 wurde Temo Kasaraschwili in Bukarest Studenten-Weltmeister. Im Finale besiegte er dabei den mehrfachen Welt- und Europameister Constantin Alexandru aus Rumänien. Im gleichen Jahr wurde er auch in der Bundesrepublik Deutschland bekannt, denn er rang beim Großen Preis der BRD in Aschaffenburg und kam dort hinter Totio Andonow und Wieslaw Kucinski aus Polen auf den 3. Platz.
1982 wurde Temo Kasaraschwili sowjetischer Meister und bei der Weltmeisterschaft in Kattowitz eingesetzt. Es gelang ihm dort Weltmeister vor Salih Bora aus der Türkei und Bratan Zenow aus Bulgarien zu werden. Auch 1983 war er bei der Weltmeisterschaft am Start. In Kiew konnte er allerdings seinen Titel nicht verteidigen, denn er unterlag im Poolfinale gegen Bratan Zenow. Er belegte damit hinter Zenow und Markus Scherer aus der BRD den 3. Platz, wobei er im Kampf um diesen 3. Platz Fumikazu Sasaki aus Japan besiegte.
1984 kam Temo Kasaraschwili bei der sowjetischen Meisterschaft hinter Magyatdin Allachwerdijew auf den 2. Platz. Allachwerdijew wurde deshalb bei der Europameisterschaft eingesetzt. Temo Kasaraschwili war beim Großen Preis der BRD in Aschaffenburg wieder am Start. Er siegte dort vor Markus Scherer, N. Onica, Rumänien und Ferenc Seres aus Ungarn. Ein Start bei den Olympischen Spielen dieses Jahres in Los Angeles blieb den sowjetischen Ringern verwehrt, weil die Sowjetunion diese Spiele boykottierte.
Seinen letzten Einsatz bei einer internationalen Meisterschaft absolvierte Temo Kasaraschwili dann bei der Europameisterschaft 1985 in Leipzig. Er kam dort zu Siegen über Jens Genssler aus der DDR und Jarmo Vesterinen aus Finnland und unterlag im Poolfinale wiederum gegen Bratan Zenow. Den Kampf um die Bronzemedaille gewann er gegen Csaba Vadász aus Ungarn.
Über den weiteren Lebensweg von Timor Taimuras Kasaraschwili ist nichts bekannt.

## Internationale Erfolge
| Jahr | Platz | Wettbewerb                            | Gewichtsklasse | |
| 1978 | 2.    | Junioren-EM (Espoirs) in Oulu         | Papier         | hinter Totio Andonow, Bulgarien, vor Roman Kierpacz, Polen, Vaclav Janota, ČSSR u. Giuseppe Caltabiano, Italien                                                  |
| 1979 | 1.    | Junioren-WM in Haparanda              | Papier         | vor Freddy Scherer, BRD, Uwe Baumann, DDR, Kauko Kyllonen, Finnland u. Ikuzo Saito, Japan                                                                        |
| 1980 | 1.    | Klippan-Turnier                       | Papier         | vor Reijo Haaparanta, Finnland |
| 1980 | 1.    | Welt-Cup in Trelleborg                | Papier         | vor Kent Andersson, Schweden, Mark Fuller, USA u. Fumikazu Sasaki, Japan                                                                                         |
| 1981 | 1.    | Universitäten-WM in Bukarest          | Papier         | vor Constantin Alexandru, Rumänien, Hidekazu Okawa, Japan und Mark Fuller                                                                                        |
| 1981 | 3.    | Großer Preis der BRD in Aschaffenburg | Papier         | hinter Totio Andonow u. Wieslaw Kucinski, Polen, vor T.J. Jones, USA u. Mihai Cișmaș, Rumänien                                                                   |
| 1982 | 1.    | WM in Kattowitz                       | Papier         | vor Salih Bora, Türkei, Bratan Zenow, Bulgarien, Leszek Majkowski, Polen, Csaba Vadász, Ungarn u. Vincenzo Maenza, Italien                                       |
| 1983 | 3.    | WM in Kiew                            | Papier         | hinter Bratan Zenow u. Markus Scherer, BRD, vor Fumikazu Sasaki, Japan u. Csaba Vadász                                                                           |
| 1984 | 1.    | Großer Preis der BRD in Aschaffenburg | Papier         | vor Markus Scherer, Niculae Onica, Rumänien u. Ferenc Seres, Ungarn                                                                                              |
| 1985 | 3.    | EM in Leipzig                         | Papier         | hinter Bratan Zenow u. Bernd Scherer, BRD; mit Siegen über Jens Genssler, DDR, Jarmo Vesterinen, Finnland u. Csaba Vadász u. einer Niederlage gegen Bratan Zenow |

Anm.: alle Wettbewerbe im griechisch-römischen Stil, WM = Weltmeisterschaft, EM = Europameisterschaft, Papiergewicht, damals bis 48 kg Körpergewicht